# Ľubomír Ftáčnik
Ľubomír Ftáčnik (nascut el 30 d'octubre de 1957 a Bratislava), és un jugador d'escacs eslovac, que té el títol de Gran Mestre des de 1980. Ftáčnik fou Campió d'Europa júnior el 1976/77 i se li atorgà el títol de Mestre Internacional poc després.
El seu germà bessó, Jan Ftáčnik, és físic al departament de física de la Universitat Comenius de Bratislava. El seu germà gran, Milan Ftáčnik, fou l'alcalde de la capital d'Eslovàquia, Bratislava.
A la llista d'Elo de la FIDE de l'agost de 2015, hi tenia un Elo de 2555 punts, cosa que en feia el jugador número 3 (en actiu) d'Eslovàquia. El seu màxim Elo va ser de 2618 punts, a la llista d'abril de 2001 (posició 69 al rànquing mundial).

## Resultats destacats en competició
A la seva Txecoslovàquia nadiua (actualment República Txeca i Eslovàquia) hi fou campió nacional cinc cops, els anys 1981, 1982, 1983, 1985 i 1989, a banda de dos cops campió d'Eslovàquia els anys 1977 i 1979, quan encara formava part de Txecoslovàquia. En torneigs, n'ha guanyat molts, com ara Esbjerg 1982, Trnava 1983, Alltensteig 1987, l'obert de Baden-Baden 1987, Viena 1990 i el Parkroyal Surfers (Austràlia) 2000. A Cienfuegos 1980, Dortmund 1981, Lugano 1988, i a l'Obert de Cappelle-la-Grande de 1997, hi empatà al primer lloc, i a Hradec Králové 1981, hi fou segon. El 1987 empatà un matx amb Kiril Gueorguiev, fort Gran Mestre búlgar.
A finals de 2005, va participar en la Copa del món de 2005 a Khanti-Mansisk, un torneig classificatori per al cicle del Campionat del món de 2007, on tingué una mala actuació i fou eliminat en primera ronda per Andrei Istratescu.
A les olimpíades d'escacs, hi ha representat primer Txecoslovàquia, i després Eslovàquia des de 1980, amb l'única excepció del 1998. La seva millor actuació fou el 1982, quan amb un percentatge admirable del 67,9% va ajudar Txecoslovàquia a guanyar la medalla d'argent, un resultat molt per sobre de les expectatives. A més a més, la seva brillant performance amb les negres va sobrepassar de molt els seus resultats amb blanques, un fet molt inusual a alt nivell.
En anys recents, ha dedicat molt de temps a viatjar arreu, i especialment als Estats Units, on participa a campus d'estiu d'escacs, i promociona el seu llibre (Winning The Won Game - 2004 Batsford/Chrysalis, coescrit amb Danny Kopec) i juga torneigs. El 2006, acabà primer ex aequo al National Open de Las Vegas, i guanyà en solitari l'Open de Carolina del Sud.
Al torneig d'Amsterdam 2006 hi acabà a només mig punt dels líders, en un torneig que va ser fortíssim, amb jugadors de primera fila com ara Serguei Tiviàkov, Jan Timman, Friso Nijboer, o Vladimir Tukmakov.
Ftáčnik juga habitualment la Bundesliga i ha fet aparicions ocasionals a la 4NCL.